# Meleon kenti
Meleon kenti is een spinnensoort in de taxonomische indeling van de springspinnen (Salticidae).
Het dier behoort tot het geslacht Meleon. De wetenschappelijke naam van de soort werd voor het eerst geldig gepubliceerd in 1925 door Roger de Lessert.